# Bucerotiformes
Bucerotiformes is een orde van vogels. Deze orde telt 4 families met in totaal ruim 70 soorten.

## Taxonomie
- Familie Bucerotidae (Neushoornvogels, ca 60 soorten in 15 geslachten)
- Familie Bucorvidae (Hoornraven, 2 soorten in 1 geslacht)
- Familie Phoeniculidae (Boomhoppen, 9 soorten in 2 geslachten)
- Familie Upupidae (Hoppen, 3 soorten in 1 geslacht)

### Cladogram
Volgens een studie, in 2015 gepubliceerd in Nature, kunnen de fylogenetische relaties tussen deze vier families als volgt in een cladogram worden gerepresenteerd.
|  | Upupidae – hoppen          |
|  |                            |
|  | Phoeniculidae – boomhoppen |
|  |                            |

|  | Bucorvidae – hoornraven       |
|  |                               |
|  | Bucerotidae – neushoornvogels |
|  |                               |

|  | Upupidae – hoppen          |
|  |                            |
|  | Phoeniculidae – boomhoppen |
|  |                            |

|  | Bucorvidae – hoornraven       |
|  |                               |
|  | Bucerotidae – neushoornvogels |
|  |                               |

Accipitriformes (roofvogels en gieren, exclusief valken) · Aegotheliformes (dwergnachtzwaluwen) · Anseriformes (eendachtigen) · Apodiformes (gierzwaluwen en kolibries) · Apterygiformes (kiwi's) · Bucerotiformes (neushoornvogels) · Caprimulgiformes (nachtzwaluwen) · Cariamiformes (seriema's) · Casuariiformes (kasuarissen en emoe) · Charadriiformes (steltloperachtigen) · Ciconiiformes (ooievaarachtigen) · Coliiformes (muisvogels) · Columbiformes (duiven) · Coraciiformes (scharrelaars) · Cuculiformes (koekoekachtigen) · Eurypygiformes (kagoe en zonneral) · Falconiformes (valken en caracara’s) · Galliformes (hoenderachtigen) · Gaviiformes (duikers) · Gruiformes (kraanvogelachtigen) · Leptosomiformes (koerol) · Mesitornithiformes (steltrallen) · Musophagiformes (toerako's) · Nyctibiiformes (reuzennachtzwaluwen) · Opisthocomiformes (hoatzin) · Otidiformes (trappen) · Passeriformes (zangvogels) · Pelecaniformes (pelikanen, reigerachtigen, ibissen en lepelaars) · Phaethontiformes (keerkringvogels) · Phoenicopteriformes (flamingo's) · Piciformes (spechtachtigen) · Podargiformes (kikkerbekken) · Podicipediformes (futen) · Procellariiformes (buissnaveligen) · Psittaciformes (papegaaiachtigen) · Pterocliformes (zandhoenders) · Rheiformes (nandoes) · Sphenisciformes (pinguïns) · Steatornithiformes (vetvogel) · Strigiformes (uilen) · Struthioniformes (loopvogels o.a. struisvogel) · Suliformes (slangenhalsvogels, fregatvogels, aalscholvers en janvangenten) · Tinamiformes (stuithoenders) · Trogoniformes (trogons)

 Portaal Vogels · Indeling van de vogels